# 메넬리크 2세

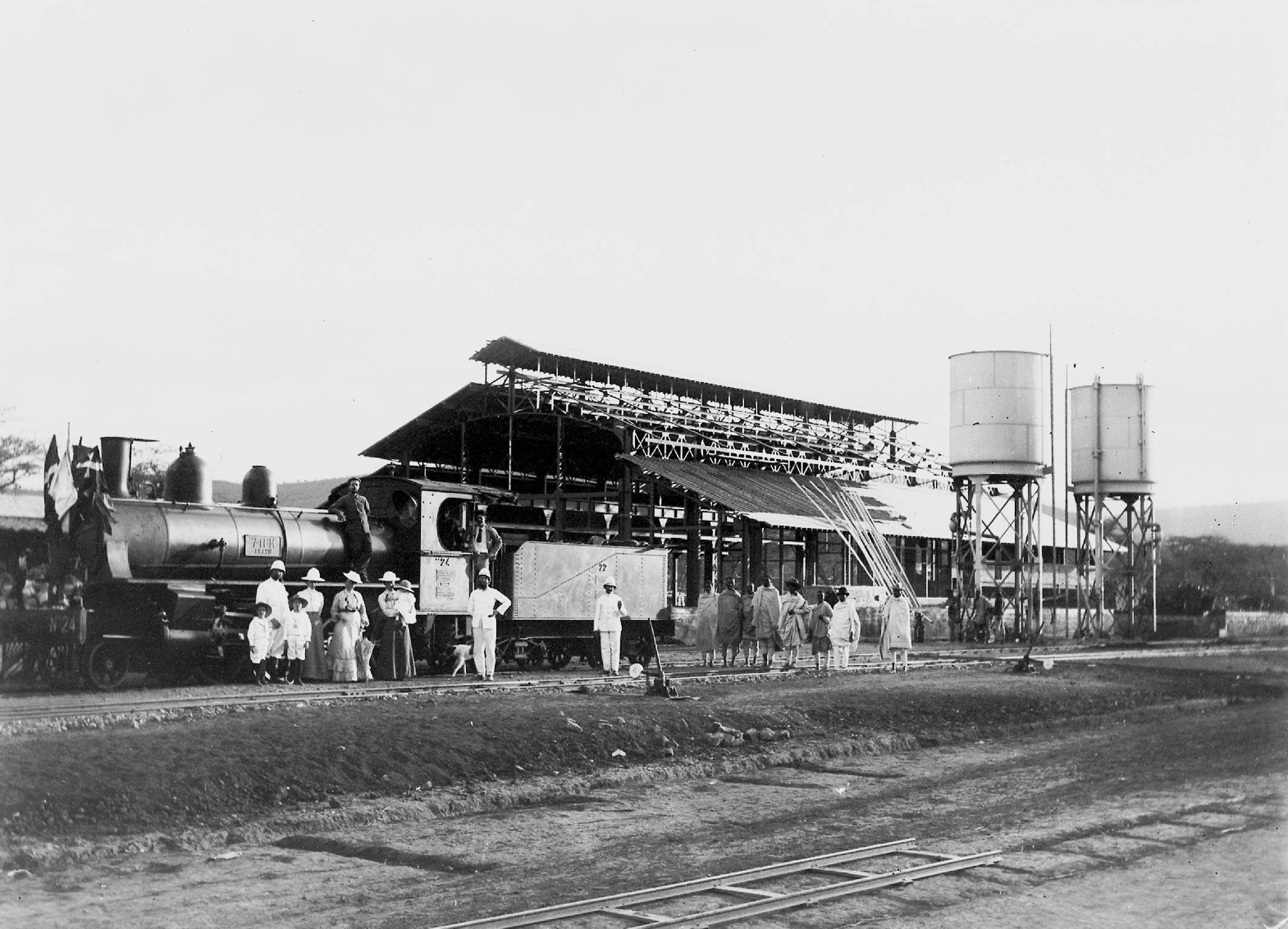
디레 다와의 철도 (1906년)

메넬리크 2세(Menelik II, 암하라어: ምኒልክ, 1844년 8월 17일~1913년 12월 12일)는 쇼아 왕국(ሸዋ)의 마지막 왕이자 에티오피아의 황제이며, 본명은 '살레 마르얌'이다.

## 생애
쇼아의 왕자로 태어났다. 11세에 부왕을 잃고, 한때는 테워드로스 2세의 명령으로 감금된 적도 있었다. 1865년에 탈출, 스스로 쇼아의 국왕임을 선언하였다. 테워드로스가 퇴위한 후, 요하니스 4세가 1872년에 황제로 즉위하였으나 그가 갈라바트 전투에서 패하여 전사하자 에티오피아는 한동안 혼란했다. 메넬리크는 혼란했던 에티오피아를 통일하여 1889년에 솔로몬 왕의 후예로서 ‘제왕(諸王)의 왕’의 칭호를 가지고 황제로 즉위하였다.
1895년 3월 1일, 이탈리아는 식민지를 만들겠다는 야심찬 계획 아래 아두와(Adwa)를 침공했다. 이탈리아는 1883년에 에리트레아를 식민지로 합병하였는데, 이번에도 그 야심으로 침공한 것이다. 하지만 이탈리아군은 아두와 전투에서 에티오피아군에게 대패하였다. 그 결과 제1차 이탈리아-에티오피아 전쟁이후에도 에티오피아 제국은 독립국으로 남을 수 있었다.
메넬리크 2세는 1908년까지 유럽 열강들 사이의 관계를 교묘하게 이용하여 영국·프랑스와도 조약을 맺었으며, 국토도 확대되었다. 에티오피아의 근대화의 선구자인 그는 수도를 아디스아바바로 정하였으며, 철도를 개설했다.
그는 1913년 12월 12일, 중풍으로 별세했다. 메넬리크 2세는 딸들만 두었다. 황위 계승자인 외손자 이야수 5세는 1914년에 황위를 이어받았으나 1916년 쿠데타로 퇴위하였고 대신 메넬리크 2세의 딸인 자우디투가 즉위하게 된다.
| 전임 요하니스 4세 1872-1889 | 에티오피아의 황제 1889-1913 | 후임 이야수 5세 1913-1916 |

| 전임 하일레 멜레코트 | 쇼아의 왕 1865-1889 | 후임 없음 |

## 같이 보기
- 일레미 삼각지구
- 제1차 이탈리아-에티오피아 전쟁